# Lynn Taitt
Nearlin „Lynn“ Taitt (* 22. Juni 1934 in San Fernando; † 20. Januar 2010 in Montreal) war ein Arrangeur und Gitarrist aus Trinidad und Tobago. Als Pionier des Rocksteady prägte er den Übergang vom Ska zum Reggae und war an der Aufnahme von über 1500 Songs beteiligt, darunter Take It Easy von Hopeton Lewis, Tougher Than Tough von Derrick Morgan und 007 (Shanty Town) von Desmond Dekker.

## Werdegang
Nearlin „Lynn“ Taitt kam als zweiter von vier Söhnen eines Schiffbauers auf Trinidad zur Welt. Schon in jungen Jahren zeigte Nearlin musikalisches Interesse und Rhythmusgefühl. Mit seinem Bruder Cedric gründete er im Alter von zirka 8 Jahren eine Steelband namens Seabees, die auf Schulfesten auftrat. Neben der Steelpan spielte Nearlin Cuatro, ein südamerikanisches Saiteninstrument. Mit 22 Jahren gewann er bei einem inselweiten Musikwettbewerb den ersten Preis. Später wechselte er von der Steeldrum zur Gitarre und spielte mit dreien seiner alten Bandkollegen Latin Jazz in einer Band namens The Dutchy Brothers. Ende der 1950er Jahre gründete er mit dem Nearlin Taitt Orchestra seine eigene Formation.
Anfang August 1963 kam der Trinidader mit seinem siebenköpfigen Orchester nach Jamaika, um mit den Calypso-Musikern Lord Melody und Lord Cristo aufzutreten. Als am Ende der zweiwöchigen Tournee die beiden Manager mit der Gage verschwanden, blieben die Musiker auf der Insel zurück. Mit Hilfe des jamaikanischen Musikers und Promoters Byron Lee bekam Taitt eine Arbeitserlaubnis und einen Musikerjob. Taitt spielte kurzzeitig als Rhythmusgitarrist bei der Skaband The Sheikhs, aus der dann die Tanzkapelle The Cavaliers hervorging. Zur Besetzung gehörten Musiker wie Jackie Mittoo, Lloyd Knibb, Johnny Moore, Roy Sterling und Headley Bennett.
Taitts erste Plattenaufnahme – Baba Brooks Ska-Komposition Shank I Sheck – entwickelte sich zu einem erfolgreichen Instrumental-Hit. Der Musikproduzent Duke Reid buchte ihn daraufhin als Vollzeit-Arrangeur und Gitarristen für seine Studioband. Nebenher arbeitete Taitt an Sonntagen auch für dessen Konkurrenten Coxsone Dodd. Die Leitung der Skatalites lehnte er ab, stattdessen gründete er im Sommer 1965 die Band The Comets mit Gladstone Anderson am Klavier, Ron Wilson an der Posaune, Carlton Samuels am Saxophon, Lloyd Spence am Bass, Lloyd Knibb am Schlagzeug und Winston Wright an der Orgel. Anfang 1966 gründete er die Combo Lynn Taitt & The Jets, die hauptsächlich als Studioband aktiv war. Im Jahr 1967 nahm ihn Prince Buster für anderthalb Monate mit auf eine Tournee durch England.
Im Oktober 1966 kam der Sänger Hopeton Lewis in die Studios von Federal Records, um seine Komposition Take It Easy aufzunehmen. Lewis hatte Probleme, seinen Liedtext über den schnellen Ska-Beat zu singen. Taitt als Arrangeur und Kopf der Studioband schlug seinem Pianisten Gladstone Anderson vor, das Lied dem Liedtext entsprechend („Take you time, no need to hurry“) verlangsamt und nicht als hektischen Ska einzuspielen. Durch die Entschleunigung bekam der Basslauf mehr Freiraum. Taitt entwickelte eine dazu passende Basslinie und begleitete sie unisono auf seiner Gitarre. Daraufhin sagte Gladstone Anderson: „This one rock steady you know. This one a rock steady.“ So entstand eine neue Musikrichtung mit der Bezeichnung Rocksteady. Als erstes Rocksteady-Stück werden gelegentlich auch Tougher Than Tough von Derrick Morgan und Girl I’ve Got a Date von Alton Ellis genannt. Alle drei Lieder wurden von Lynn Taitt arrangiert.
Nach insgesamt fünf Jahren verließ Taitt am 8. August 1968 Jamaika und wechselte auf Einladung der jamaikanischen Regierung nach Kanada, um für ein Jahr in Toronto die Hausband des West Indies Federated Club zu leiten. Erst 1973 kehrte er für einen Kurzbesuch nach Jamaika zurück. Einige Jahre später zog er nach Montreal, wo er seinen Lebensabend verbrachte.

## Familie
Nearlins ältester Bruder Glenville Taitt ist Senator auf Trinidad.

## Stimmen
Die verwendeten Zitate stammen aus Interviews, die Kenneth Bilby im Jahr 2005 mit Musikern aus Jamaika führte.

“Lynn Taitt a de creator of it. Is him create the rocksteady beat. Is him slow it down. It was ska. Lynn Taitt come as a Trinidadian and get to love the music, and him see it in a different way, and slow it down. Is him do Girl I’ve Got a Date, the first tune wah pull right down, come off a de ska and put it down.”

„Lynn Taitt war der eigentliche Begründer. Er hat den Rocksteady-Beat erfunden. Er hat alles verlangsamt. Es war Ska. Lynn Taitt kommt aus Trinidad und liebt die Musik, aber er sieht sie auf seine Weise und verlangsamt sie. Er hat Girl I've Got a Date gemacht, das erste Stück, das richtig abgebremst wurde. Er kam weg vom Ska und machte es langsamer.“

“The man is never given credit. The man who formed the rocksteady is never given credit—Lynn Taitt.”

„Der Mann wurde nicht gewürdigt. Der Mann, der den Rocksteady geprägt hat, wurde nie gewürdigt - Lynn Taitt.“

“Lynn Taitt was quite flexible. There weren’t much people who were arrangers, so to speak. Lynn Taitt was one.”

„Lynn Taitt war ziemlich flexibel. Es gab nicht viele Leute, die sozusagen arrangieren konnten. Lynn Taitt konnte es.“

“I today will tell you that Lynn Taitt is one of the greatest exponents of the rocksteady. I rate that man as number one in terms of the rocksteady beat.”

„Ich werde Ihnen heute sagen, dass Lynn Taitt einer der größten Vertreter des Rocksteady ist. Für mich ist dieser Mann die Nummer eins, was den Rocksteady-Beat angeht.“

## Diskografie (Auswahl)

### Bandleader
Singles
- 1961: Ansiedad-Calypso von Nearlin Taitt & his Orchestra (Kay Records)
- 1961: Gray Clouds b/w Marlena von Nearlin Taitt & his Orchestra (Kay Records)
- 1966: Pata Pata von Lynn Taitt (Merritone 7″ Single, erschienen bei Federal Records)

Alben
- 1967: Rock Steady: Greatest Hits von Lynn Taitt & the Jets (Merritone / Island Records)
- 1968: Glad Sounds von Gladstone „Gladdy“ Anderson & Lynn Taitt & The Jets (Merritone / Big Shot)
- 2005: Hold Me Tight: Anthology 65–73 (Trojan)
- 2004: Hot & Rich: Rocksteady mit Lynn Taitt & The Jets and Beverlys All Stars (Reggae Retro)

### Begleitmusiker
- 1966: Take It Easy von Hopeton Lewis (Merritone)
- 1966: Tougher Than Tough von Derrick Morgan (Beverley’s / Pyramid)
- 1967: Girl I’ve Got a Date von Alton Ellis & The Flames (Treasure Isle)
- 1967: 007 (Shanty Town) von Desmond Dekker & The Aces (Beverly’s / Pyramid)
- 1967: Stop That Train von Keith & Tex
- 1968: Train to Skaville von The Ethiopians (WIRL)

## Filmografie
- Rock Steady: The Roots of Reggae, Regie: Stascha Bader, 2009.